# 好久不见啊喵
《好久不见啊喵》（羅馬化：Nong Meow Nai Hong Phom，羅馬化：Hora, Mimi ga Mieteru yo!）是由普拉帕同·查坤臣（James）、凯特缇察特·德查泓辛（Gap）领衔主演的泰国奇幻浪漫同志爱情剧。剧情改编自中国漫画家特雷西胡创作的漫画作品《喂，看见耳朵啦》。因泰国2019冠状病毒病疫情而暂延拍摄导致推出计划生变。剧集自2022年4月12日起每周二晚八时三十分在AIS PLAY播出。台灣则通过LINE TV每周二晚間十時三十分同步跟播。

## 剧情简介
故事讲述了一位在孤儿院长大的漫画家Dermdem（Gap 饰）看到了一只流浪猫，把它带回家了。一天，那只猫变成了人。显然，他来自“耳朵部落”的耳朵族少年阿淼。阿淼的到来打乱了Dermdem枯燥的生活，翻天覆地的变化也引发了一系列啼笑皆非的趣事。在磨合的过程中，Dermdem学会了生命的真谛，也感受到了温暖和幸福的感觉。

## 演员阵容
- 普拉帕同·查坤臣（James） 饰演 阿淼（Meow）
- 凯特缇察特·德查泓辛（Gap）饰演 大树（Dermdem）
- 白俊（Bright）饰演 夏冬（Faiyen）
- 贺铭扬（Bodo）饰演 伊万（Evan）
- 赵依灵（Por）饰演 小银子（Manni）
- 时薇（Kris）饰演 金主（Jin）

### 特别出演
- 陈瑞书（Mark）